# Mihara (Hiroshima)
Mihara (三原市 Mihara-shi?) (三原市, Mihara-shi) es una ciudad localizada en la prefectura de Hiroshima en Japón. La ciudad fue fundada el 15 de noviembre de 1936.
Para el 31 de julio de 2016 la ciudad tenía una población estimada de 97,324 personas y una densidad de población de 206.62 personas por km². El área total es 471.03 km ².
El 22 de marzo de 2005, la ciudad de Daiwa (del distrito de Kamo), la ciudad de Kui (del distrito de Mitsugi), y la ciudad de Hongō (del distrito de Toyota) se fusionaron con Mihara.

## Historia
- El castillo de Mihara fue construido en 1582 como un castillo ribereño por Kobayakawa Takakage.
- El castillo fue conectado al mar interior de Seto para que las fuerzas marítimas del clan Mōri pudieran operar en él.
- En la batalla de Sekigahara, Fukushima Masanori entró al castillo de Hiroshima en 1600, desde entonces el castillo de Mihara ha sido controlado como una ramificación del castillo de Hiroshima.
- El territorio fue dividido en el territorio de Fukuyama y el territorio de Hiroshima en 1619, este mismo año Tadayoshi Asano entró al castillo de Mihara.
- Mihara fue incorporada como parte de la prefectura de Hiroshima en 1871, a raíz de la abolición del sistema Han.
- La ciudad de Mihara fue fundada el 15 de noviembre de 1936.
- El 22 de marzo de 2005, el pueblo de Daiwa (del distrito de Kamo), el pueblo de Kui(del distrito de Mitsugi), y el pueblo de Hongō (del distrito de Toyota) se fusionaron con Mihara.

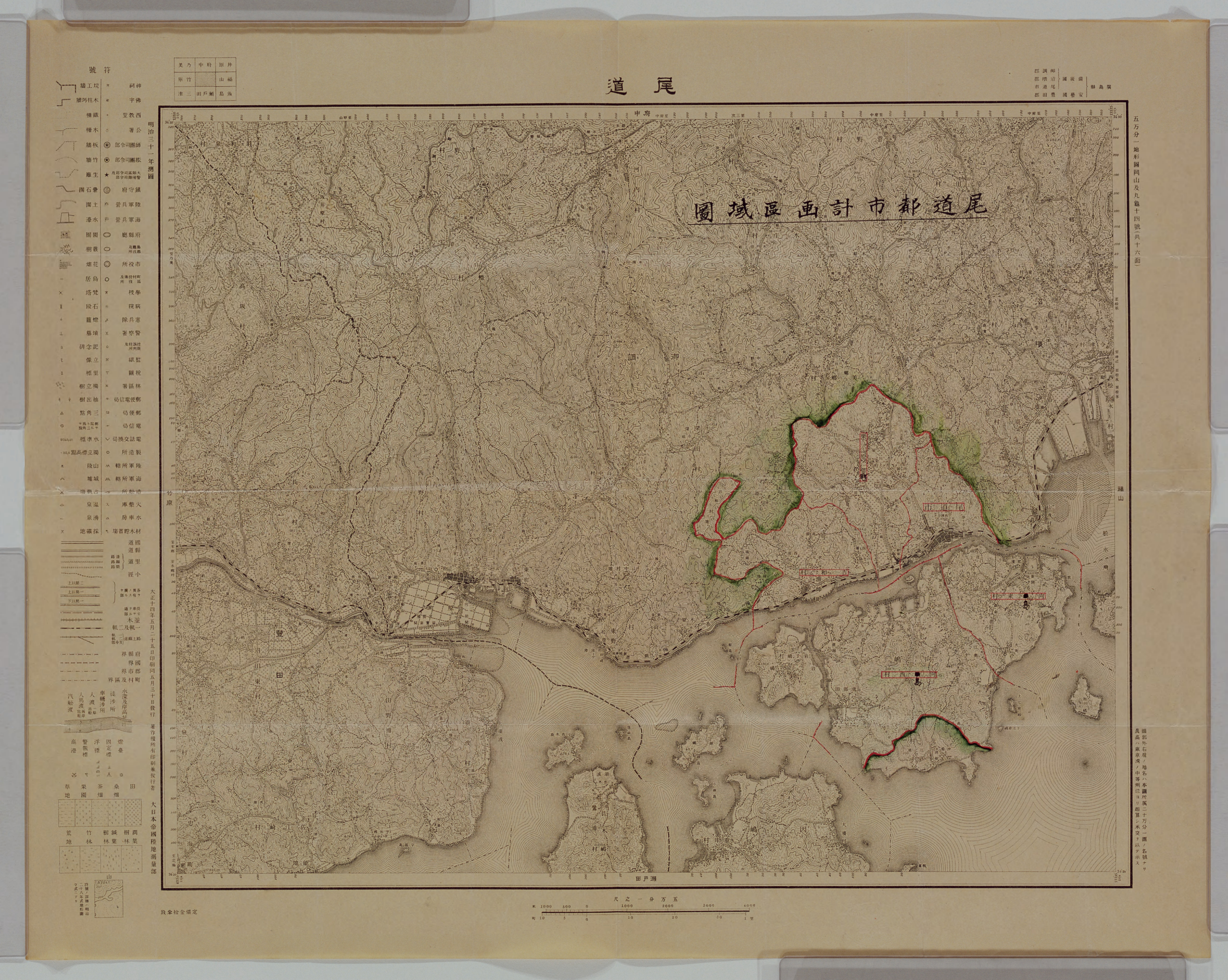
Un mapa de la periferia de las áreas de Mihara y Onomichi en 1929 (edición japonesa)

## Economía

### Industria pesquera
- Puerto de Shunami
- Puerto de Nouji

### Industrias
- Plantas de Mitsubishi Heavy Industries: Itozaki, Kohama y Wada
- Planta de Teijin en Mihara
- Planta de Sharp en Mihara
- Planta de Dai Nippon Printing en Mihara
- Astillero de Koyo
- Planta de Mexichem Flúor  en Mihara

## Ciudades hermanas
- Yugawara, Kanagawa, Japón.

## Instalaciones educativas
- Universidad de la prefectura de Hiroshima en Mihara
- Escuela de enfermeras de Mihara

## Transporte

### Aeropuertos
- Aeropuerto de Hiroshima

### Trenes
- Líneas de JR West
  - Sanyō Shinkansen; estación de Mihara
  - Línea principal de Sanyō; estación de Itozaki, estación de Mihara y Hongo
  - Línea de Kure; Mihara, estación de Sunami y estación de Akisaizaki

### Autobuses
- Autobús de Geiyo
- Autobús de Chugoku
- Autobús de Tomotetsu
- Autobús de Onomichi

### Carreteras
- Autopista de Sanyō

### Rutas nacionales
- Ruta nacional de Japón número 2, 185, 486 y 432

### Puertos
- Puerto de Mihara
- Puerto de Onomichi-itozaki
- Puerto de Sagi
- Puerto de Sunami

## Turismo

### Castillos
- Castillo de Mihara
- Castillo de Nitakayama

### Templos
- Daizen-ji
- Buttsū-ji – Chūgoku 33 peregrinaje Kannon #12

### Santuarios
- Mitsugi-hachimangu

### Festivales

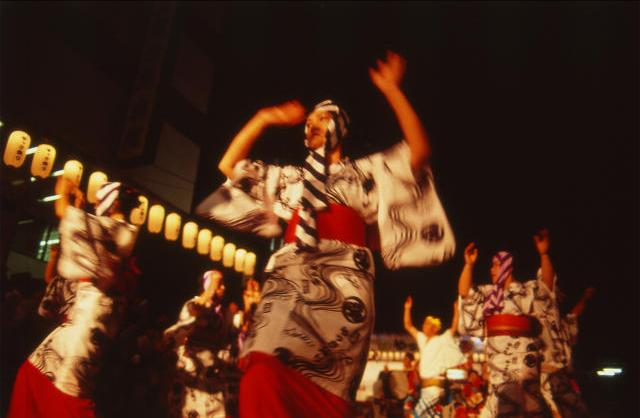
Festival de Yassa en agosto

- Mihara Yassa Matsuri

- Festival de Mihara Shinmeiichi
- Satsuki Matsuri

## Personas

### Históricas
- Kobayakawa Takakage
- Fukushima Masanori
- Lady Kasuga
- Inaba Masanari

### Famosos
- Ayako Miyake (三宅綾子), bailarina
- Choji Murata (村田兆治), jugador de béisbol
- Ko Hiura (火浦功), novelista
- Yoshihisa Ishida (石田義久), lanzador de bala
- Leyona, cantante y compositora
- Masatoshi Kawahara, artista de manga
- Ryuji Imada, golfista profesional
- Satoshi Urushihara, artista de manga
- Hisatoshi Shintaku, corredor de fondo
- Keiko Ikeda, medallista de bronce en las olimpiadas de verano en Tokio en 1964

## Entretenimiento
Una pequeña isla llamada Sukune frente a la costa de Sagishima, fue la ubicación de la película The Naked Island de Kaneto Shindo en 1960. Las cenizas del director Shindo y su esposa, Nobuko Otowa, fueron esparcidas en la isla.